# Hindenburg (IV)
Pour les articles homonymes, voir Hindenburg.
Le Hindenburg (IV) est un ancien canot de sauvetage de la Deutsche Gesellschaft zur Rettung Schiffbrüchiger (Société allemande pour le sauvetage des naufragés - DGzRS).
Il appartient désormais au musée maritime de Kiel (Schifffahrtsmuseum Kiel).

## Historique
Le bateau, de construction en acier, a été lancé en 1944 au chantier naval August Pahl à Hambourg et a été mis en service la même année.

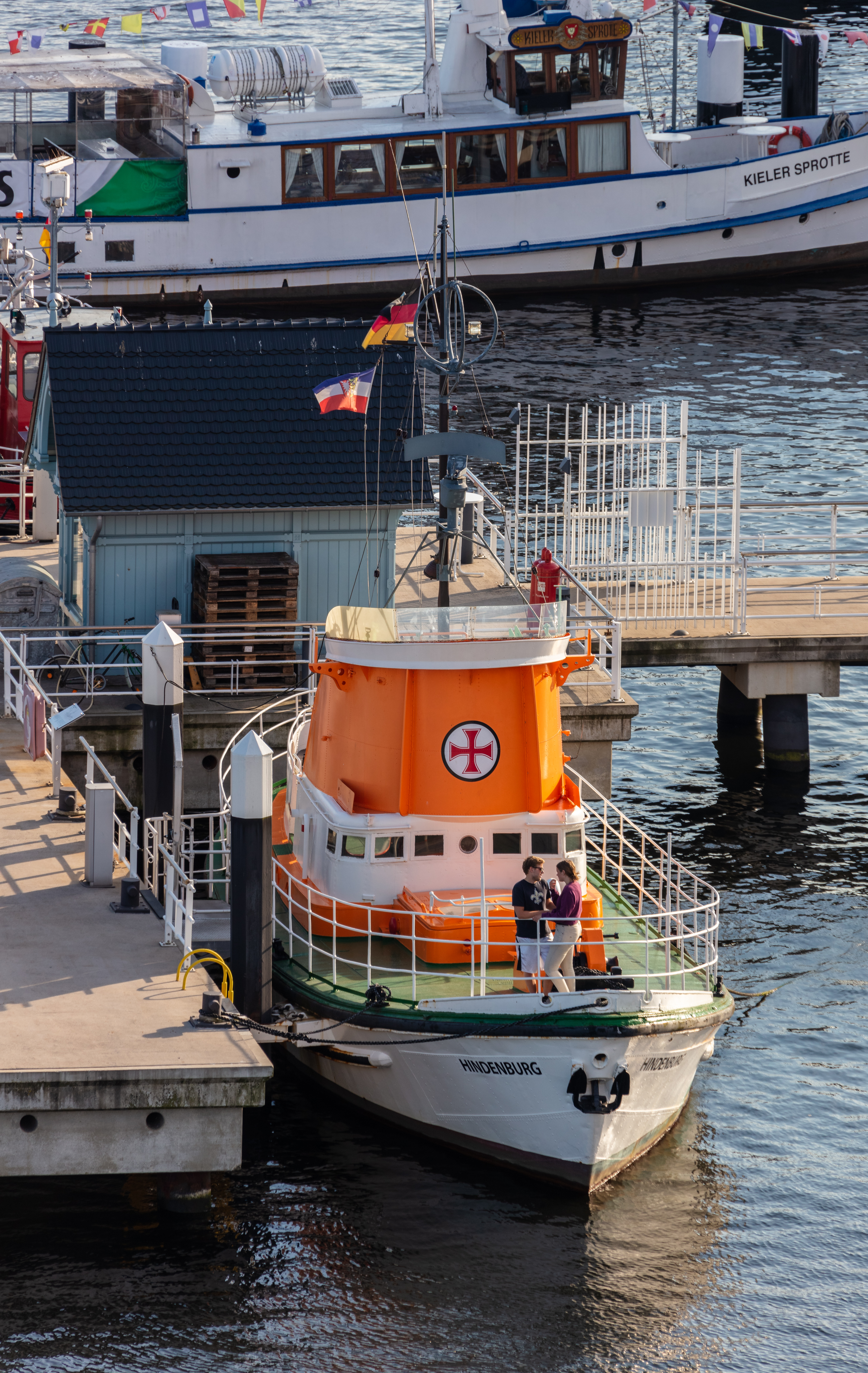
Hindenburg IV

Auparavant, trois canots de sauvetage motorisés de la DGzRS ont porté le nom de Hindenburg :
- Hindenburg (I) (de) (1925-1932), un bateau en acier de 14 mètres[1]
- Hindenburg (II) (de) (1937-1940), un bateau en bois de 16,6 mètres
- Hindenburg (III), un bateau de classe 13 m construit en 1942, rebaptisé Ulrich Steffens (II) en 1944 et renommé Spiekeroog en 1947 [2].

Comme pour les derniers bateaux construits pendant la guerre, le Hindenburg (IV)  avait également une structure de tour, ce qui donnait au pilote une meilleure vue d'ensemble. Dans le cadre d'une révision, le navire a été équipé d'une plus grande tour en 1961. Le grand canot de sauvetage à moteur avait deux moteurs de 150 cv chacun et avait donc deux hélices.

## Service au DGzRS
Au cours de la dernière phase de la guerre, le Hindenburg, comme toutes les grandes unités de la DGzRS, a été utilisé pour les services de recherche et de sauvetage par le service d'urgence en mer de l'armée de l'air à Cuxhaven. Il était le plus grand et le plus moderne bateau de sauvetage en mer de la DGzRS à l'époque. Au total, 800 personnes ont été sauvées avec l'Hindenburg.
Il a été stationné à :
- Cuxhaven : 22 décembre 1944 - 13 juin 1958
- Dithmarschen : 14 juin 1958 - 10 avril 1960
- List auf Sylt : 22 juin 1960 - 14 juillet 1969
- Nordstrand : 15 juillet 1969 - janvier 1979

### Préservation
Le 30 mars 1979, le bateau a été offert au groupe de soutien du Musée maritime de Kiel et fait partie du musée depuis 1981.